# Признак Куммера
Признак Куммера — общий признак сходимости числовых рядов с положительными членами, установленный Эрнстом Куммером.

## Формулировка
| Пусть дан ряд {\displaystyle \sum _{n=1}^{\infty }a_{n}\,(a_{n}\geqslant 0)} и произвольная числовая последовательность {\displaystyle \{c_{n}\}\,(c_{n}\geqslant 0)}, такая что ряд {\displaystyle \sum _{n=1}^{\infty }{\frac {1}{c_{n}}}} расходится. Тогда ряд {\displaystyle \sum _{n=1}^{\infty }a_{n}} сходится, если для всех {\displaystyle n>N} выполняется неравенство: {\displaystyle K_{n}=c_{n}{\frac {a_{n}}{a_{n+1}}}-c_{n+1}\geqslant \delta }, где {\displaystyle \delta >0}. Если же {\displaystyle K_{n}\leqslant 0} для {\displaystyle n>N}, то ряд расходится. |

Дан ряд {\displaystyle \sum _{n=1}^{\infty }a_{n}}.
1. Доказательство сходимости. Пусть для всех {\displaystyle n} выполняется неравенство:
{\displaystyle K_{n}=c_{n}{\frac {a_{n}}{a_{n+1}}}-c_{n+1}\geqslant \delta >0}.
Домножив обе части этого неравенства на {\displaystyle a_{n+1}}, получим:

| {\displaystyle c_{n}\cdot a_{n}-c_{n+1}\cdot a_{n+1}\geqslant \delta \cdot a_{n+1}}, | \| \| \| \| \| \| \| \| | (*) |
|                                                                                      |                         |     |
|                                                                                      |                         |     |
а поскольку {\displaystyle \delta >0}, то:
{\displaystyle c_{n}\cdot a_{n}-c_{n+1}\cdot a_{n+1}>0},
{\displaystyle c_{n}\cdot a_{n}>c_{n+1}\cdot a_{n+1}}.
Отсюда следует, что последовательность {\displaystyle c_{n}\cdot a_{n}} монотонно убывает и,следовательно, стремится к конечному пределу (так как она ограничена снизу нулём). Соответственно, сходится и последовательность {\displaystyle (c_{1}\cdot a_{1}-c_{n+1}\cdot a_{n+1}}), которая является суммой {\displaystyle n} первых членов ряда
{\displaystyle \sum _{n=1}^{\infty }(c_{n}\cdot a_{n}-c_{n+1}\cdot a_{n+1})},
который в силу этого также сходится. Но тогда из неравенства (*), по первой теореме сравнения, следует, что сходится ряд {\displaystyle \sum _{n=1}^{\infty }\delta a_{n+1}}. Тогда, поскольку {\displaystyle a_{n}\leqslant \delta a_{n+1}}, должен сходиться и данный ряд {\displaystyle \sum _{n=1}^{\infty }a_{n}}.
Примечание. При доказательстве сходимости не используется условие, что ряд {\displaystyle \sum _{n=1}^{\infty }{\frac {1}{c_{n}}}} расходится.
2. Доказательство расходимости. Пусть теперь для некоторого {\displaystyle n>N} выполняется неравенство:
{\displaystyle K_{n}=c_{n}{\frac {a_{n}}{a_{n+1}}}-c_{n+1}\leqslant 0}
или
{\displaystyle c_{n}{\frac {a_{n}}{a_{n+1}}}\leqslant c_{n+1}}.
Разделив обе части этого неравенства на {\displaystyle c_{n+1}{\frac {a_{n}}{a_{n+1}}}} получим:
{\displaystyle {\frac {a_{n+1}}{a_{n}}}\geqslant {\frac {\frac {1}{c_{n+1}}}{\frac {1}{c_{n}}}}}.
Так как по условиям теоремы ряд {\displaystyle \sum _{n=1}^{\infty }{\frac {1}{c_{n}}}} предполагается расходящимся, то в силу теоремы сравнения, должен расходиться и данный ряд {\displaystyle \sum _{n=1}^{\infty }a_{n}}.
■

## Формулировка в предельной форме
| Если существует предел: {\displaystyle K=\lim _{n\to \infty }K_{n}} то при {\displaystyle K>0} ряд сходится, а при {\displaystyle K<0} — расходится. |

## Важные частные случаи
Некоторые другие признаки сходимости рядов являются частными случаями признака Куммера с конкретными видами последовательности {\displaystyle c_{n}}:
- При {\displaystyle c_{n}=1} — признак Даламбера;
- При {\displaystyle c_{n}=n} — признак Раабе;
- При {\displaystyle c_{n}=n\,\mathrm {ln} \,n} — признак Бертрана.